# Закоханий манекен
Закоханий манекен (рос. Влюблённый манекен) — радянський художній комедійний фільм 1991 року, знятий режисером Віталієм Макаровим на студії «Актор кіно».

## Сюжет
Початком численних комічних непорозумінь і пригод в цьому фільмі послужила телеграма про візит в місто фіналістки конкурсу краси.

## У ролях
- Костянтин Пахомов — Женя Петров
- Анна Тихонова — Наташа Богданова
- Борис Щербаков — Олександр Петров, батько
- Михайло Свєтін — Міша
- Ілля Олейников — Олександр Петров
- Світлана Немоляєва — Емма, сусідка
- Людмила Хитяєва — сестра
- Юрій Саранцев — майор міліції
- Тетяна Шеліга — двірник
- Станіслав Стрєлков — сержант міліції Ковальов
- Сергій Сілкін — Борис
- Віктор Жмуров — епізод

## Знімальна група
- Режисер — Віталій Макаров
- Сценарист — Анатолій Шайкевич
- Оператор — Сергій Журбицький
- Композитор — Віктор Чайка
- Художник — Валерій Іванов